# Лайонс, Дэвид
Дэ́вид Ла́йонс (англ. David Lyons; род. 16 апреля 1976, Мельбурн, штат Виктория, Австралия) — австралийский актёр. Получил известность благодаря роли в австралийском драматическом телесериале «Морской патруль», в котором он сыграл матроса Джоша Холидея.

## Биография и карьера
Лайонс окончил Национальный Австралийский Институт драматических искусств (NIDA) со степенью в области актёрских искусств в 2004 году. Получал небольшие роли в австралийских телесериалах и второстепенные роли в кино. В 2008 году Лайонс сыграл доктора Саймона Бреннера в телесериале Скорая помощь в 14 и 15 сезонах в 2008 и 2009 году. В 2010 году, Лайонс снялся вместе с Джулией Робертс в фильме Ешь, молись, люби. В 2011 году снялся в сериале Плащ в роли Винса Фарадея. В 2012 году на экраны вышел сериал Революция, где Дэвид сыграл одну из ключевых ролей — генерала ополчения Себастиана Монро.

## Фильмография
| 2019–2023 | Сказать правду                    | Инспектор Эймс                 |
| 2019–2020 | Общее достояние                   | Ллойд Грин                     |
| 2018      | Семь секунд                       | Майк Дианджело                 |
| 2017      | Электрические сны Филипа К. Дика  | Конрад Моррисон                |
| 2013      | Тихая гавань                      | Кевин Тирни                    |
| 2012-2014 | Революция                         | Генерал Себастиан «Басс» Монро |
| 2012      | Береги свои ноги!                 | Принц                          |
| 2011      | Плащ                              | Винс Фарадей (Плащ)            |
| 2011      | Möbius                            | Стив                           |
| 2011      | Отклонение                        | Колин                          |
| 2010      | Один день (телесериал)            | Сэм                            |
| 2010      | Ешь, молись, люби                 | Иен                            |
| 2009      | Дитя моды: Убийство Кэролайн Берн | Гордон Вуд                     |
| 2008      | Кактус                            | Элай                           |
| 2007-2011 | Морской патруль                   | матрос Джош Холидей            |
| 2007      | Штормовое предупреждение          | Джимми                         |
| 2008-2009 | Скорая помощь                     | доктор Саймон Бреннер          |

## Награды и номинации
- 2014 — Премия Сатурн — Лучший телевизионный актёр второго плана в телесериале («Революция»).